# 3e arrondissement de Porto-Novo
Pour un article plus général, voir Arrondissements de Porto-Novo.
Pour les articles homonymes, voir 3e arrondissement.
Le 3e arrondissement de Porto-Novo est l'un des cinq arrondissements de la commune de Porto-Novo dans le département de l'Ouémé au Bénin.

## Géographie

### Localisation
Le 3e arrondissement est situé au Sud-Ouest de la commune de Porto-Novo, capitale de la république du Bénin.
|                      | 5e arrondissement de Porto-Novo |                                 |
| Commune des Aguégués | 3e arrondissement de Porto-Novo | 2e arrondissement de Porto-Novo |
|                      | Commune de Sèmè-Kpodji          |                                 |

### Administration
Sur les 100 villages et quartiers de ville que compte la commune de Porto-Novo, le 3e arrondissement en groupe 22 quartiers que sont, : 
1. Adjina Nord
2. Adjina Sud
3. Avakpa Kpodji
4. Avakpa-Tokpa
5. Djassin Daho
6. Djassin Zounmè
7. Foun-Foun Djaguidi
8. Foun-Foun Gbègo
9. Foun-Foun Sodji
10. Foun-Foun Tokpa
11. Hassou Agué
12. Oganla Atakpamè
13. Oganla Nord
14. Oganla Poste
15. Oganla Sokè
16. Oganla Sud
17. Ouinlinda Aholoukomey
18. Ouinlinda Hôpital
19. Zèbou Aga
20. Zèbou Ahouangbo
21. Zèbou–Itatigri
22. Zèbou–Massè

## Histoire
Le 3e arrondissement de Porto-Novo est une subdivision administrative béninoise. Dans le cadre de la décentralisation au Bénin, Il devient officiellement un arrondissement de la commune de Porto-Novo le 27 mai 2013 après la délibération et adoption par l'Assemblée nationale du Bénin en sa séance du 15 février 2013 de la loi No 2013-O5 du 15/02/2013 portant création, organisation, attributions et fonctionnement des unités administratives locales en République du Bénin,.

## Population et société

### Démographie
Selon le recensement général de la population et de l'habitation de 2013 conduit par l'Institut national de la statistique et de l'analyse économique (INSAE), le 3e arrondissement compte 7815 ménages avec 33 535 habitants,.
| Indicateur           | 2013  |
| -------------------- | ----- |
| Nombre de ménages    | 7815  |
| Population masculine | 16472 |
| Population féminine  | 17063 |
| Population totale    | 33535 |

La population est composée de plusieurs ethnies et groupes socioculturels. Il s'agit notamment des Gouns et des Yorubas avec plus de 80 % de la population, et forment les groupes dominants. On y rencontre également les ethnies comme les Ajas, Dendis, Toffins, Minas, okpas, Sèto et Tori,.

### Économie
La population pour mène des activités agricoles, la pêche et le commerce. Le troisième arrondissement compte plus d'administration gouvernementale.

### Galerie de photos

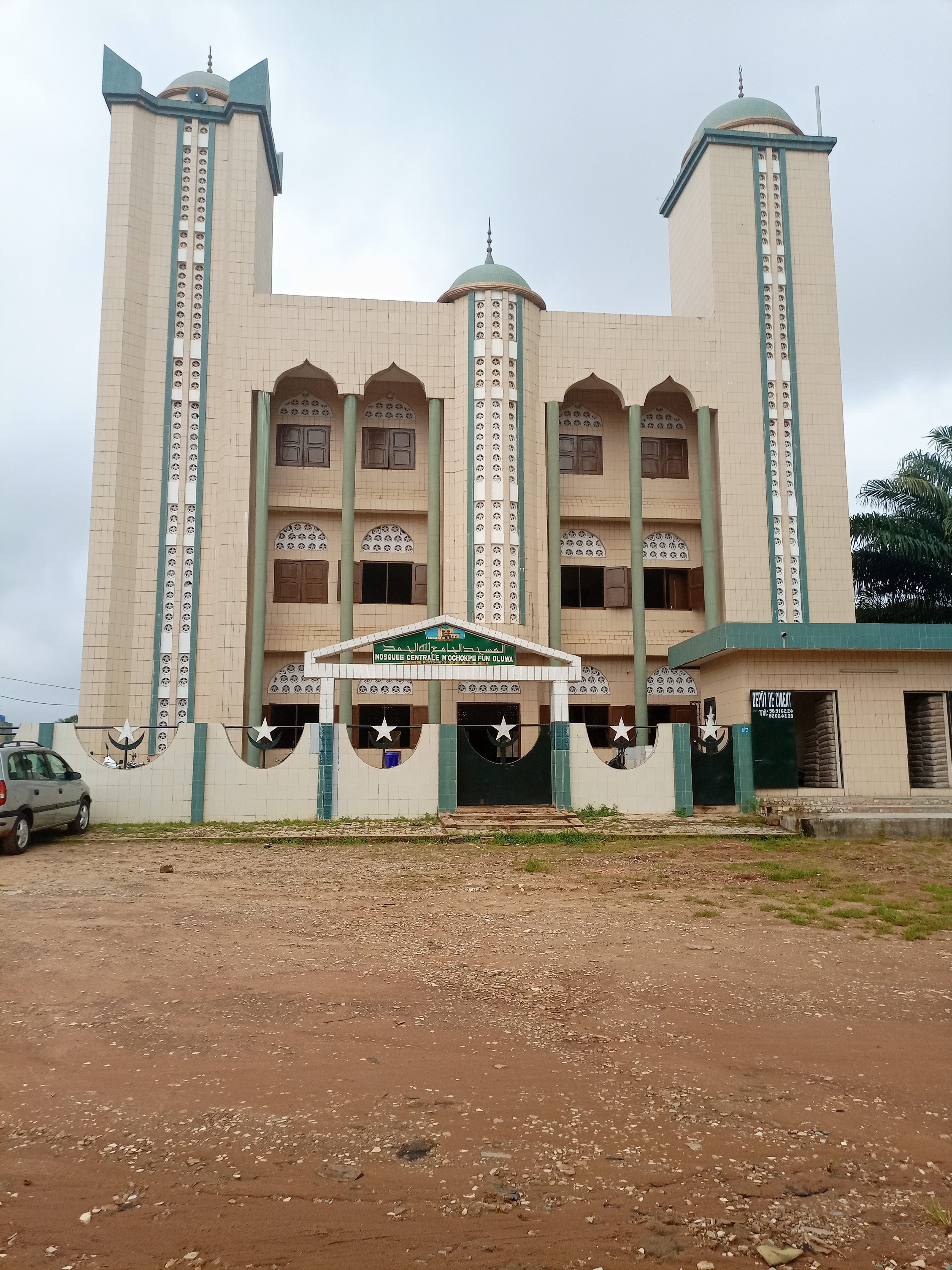
Mosquée Centrale M'Ochokpe Fun Olorun de Akonaboé à Porto-Novo au Bénin